# Virginie Darmalingom
 (décembre 2011).
Si vous disposez d'ouvrages ou d'articles de référence ou si vous connaissez des sites web de qualité traitant du thème abordé ici, merci de compléter l'article en donnant les références utiles à sa vérifiabilité et en les liant à la section « Notes et références ».
Virginie Darma, née le 14 juillet 1976 à La Réunion, est une comédienne et animatrice française.

## Biographie
Depuis septembre 2014, elle vit et travaille au Maroc dans l'entreprise qu'elle a créée, Virginie Darling, au départ spécialisé dans la maroquinerie, et qui a depuis sa création élargi la gamme de ses produits. (Cf. Reportage du Journal Télévisé du Dimanche 16 juin 2024 sur la chaîne réunionnaise Réunion Première.  

### Formation
En 2000, elle part pour le Québec où elle intègre l’École Supérieure d’Art Dramatique de l'UQAM à Montréal - section jeu (2000-2003). Véritable lieu de réflexion sur l’art et la culture, cette école lui apprend non seulement le jeu d’acteur, mais également l’écriture, la scénographie, l'histoire de l'art etc. En 2003, son diplômée, elle se dirige alors vers le théâtre, la télévision et le cinéma.

### Débuts au théâtre
De retour à La Réunion, elle débute comme comédienne au Centre Dramatique de l’Océan Indien et enchaine les rôles au théâtre : 
- Légendes créoles (2004)
- Les chaussures rouges (2004)
- Le chemin de la Reine (2005)

### Télévision
En 2006, de sa propre initiative, elle se voit confier sa première émission TV, Ô féminin, sur Antenne Réunion (chaîne de télévision privée). L’émission rencontre un vif succès [réf. nécessaire] et tiendra le haut de l’affiche jusqu’en 2009, date à laquelle elle intègre le réseau France Télévisions en rentrant à Réunion 1re. Après quatre années de production, en 2013, elle repart dans le privé et rentre à nouveau dans l'image d'Antenne Réunion. 
Quand Virginie quitte Antenne Réunion Antenne Réunion, elle rejoint le groupe France Télévisions et crée une nouvelle émission, Les Bons Plans de Virginie, un magazine qui se nourrit de rencontres avec les inclassables de La Réunion. Cette année [Quand ?], l’émission élargit ses horizons et s’ouvre sur la créativité de toute la zone de l'océan Indien. 
De janvier 2010 à juin 2010, elle anime  Femme et Forme puis Kaz Kreol et en 2011, Alanoula.
C'est au côté de Rocaya (présentatrice de Réunion 1re) qu'elle se rend chaque semaine au cœur des lieux de vie, des quartiers et des villages de La Réunion. Au programme d'Alanoula, de nombreuses rencontres et découvertes avec des gens du terroir témoins de leur temps (artistes, étudiants, agriculteurs, tisaniers, cuisiniers, danseurs de hip-hop, sportifs, pêcheurs, femmes au foyer etc.). 
De 2011 à 2013, elle anime Tendance première//Tendance, un magazine où elle interview les personnalités de l'Océan Indien tout en leur présentant les nouvelles tendances du moment.
En 2013-2014, elle est à la tête de Happy Girls, une émission où elle invite une femme à partager son expérience de vie dans le cocon intimiste d'une petite voiture.

### Émissions évènementielles
- Festival du film - Travelling (6 min - Quotidienne - reconduit chaque année - Réunion 1re)
- Sakifo (3 min - Quotidienne - 2010 2011 - Canal+ Réunion)
- Réunion Bodyboard Pro (6 min - Quotidienne - 2011 - Réunion 1re)